# Уфимская ТЭЦ-1
Уфимская ТЭЦ-1 — старейшая теплоэлектроцентраль города Уфы Республики Башкортостан. Входит в состав ООО «Башкирская генерирующая компания». С 1 июня 2013 года ТЭЦ-1 - производственная площадка Уфимской ТЭЦ-4.

## История
Строительство ТЭЦ-1 было начато в 1935 году, параллельно со строительством Уфимского нефтеперерабатывающего завода, в составе которого строилась ТЭЦ. Первые агрегаты Уфимской ТЭЦ 10 июня 1938 года были введены во временную, а в начале следующего года — в промышленную эксплуатацию.
В 1941 году мощность Уфимской ТЭЦ-1 была доведена до 22 МВт, в 1942 году она увеличилась до 34 МВт.
В 1965 году была проведена модернизация оборудования, механизация и автоматизация производственных процессов, в результате чего производительность котлоагрегатов была доведена до 875 т пара в час. В это же время все котлы ТЭЦ были переведены на природный газ.

## Основные производственные показатели и установленное оборудование
Установленная электрическая мощность на 1 января 2011 года составляет 69 МВт, тепловая — 572 Гкал/ч (без учёта ГТЭС-25, введённой в эксплуатацию в 2011 г.).
По состоянию на 2011 год на ТЭЦ установлены:
- паровые котлы:
  - ПК-6 Е-115-32ГМ производительностью 115 т/ч, введён в эксплуатацию в 1941 году;
  - ПК-7 Е-115-32ГМ производительностью 115 т/ч, введён в эксплуатацию в 1943 году;
  - ПК-11 Е-160-100ГМ производительностью 160 т/ч, введён в эксплуатацию в 1968 году;
  - ПК-12 Е-160-100ГМ производительностью 160 т/ч, введён в эксплуатацию в 1968 году;
  - ПК-13 Е-160-100ГМ производительностью 160 т/ч, введён в эксплуатацию в 1969 году;
  - ПК-14 Е-160-100ГМ производительностью 160 т/ч, введён в эксплуатацию в 1995 году;
- водогрейные котлы:
  - ВК-1 ПТВМ-50 производительностью 50 Гкал/ч, введён в эксплуатацию в 1965 году;
  - ВК-2 ПТВМ-50 производительностью 50 Гкал/ч, введён в эксплуатацию в 1965 году;
  - ВК-3 ПТВМ-50 производительностью 50 Гкал/ч, введён в эксплуатацию в 1966 году;
  - ВК-4 ПТВМ-50 производительностью 50 Гкал/ч, введён в эксплуатацию в 1966 году;
- котёл-утилизатор К-25-130Н производительностью 25 Гкал/ч, введён в эксплуатацию в 2010 году;
- турбоагрегаты:
  - ТГ-3 ПР-10-29/12/1,3, введён в эксплуатацию в 1941 году;
  - ТГ-5 ПР-9-90/15/7 м, введён в эксплуатацию в 1974 году;
  - ТГ-6 ПР-25-90/10/0,9, введён в эксплуатацию в 1968 году;
  - ТГ-7 ПР-25-90/10/0,9, введён в эксплуатацию в 1969 году;
  - ГТУ-1 ГТЭС-25П номинальной мощностью 18,74 МВт, введена в эксплуатацию в 2011 году.

В 2008—2009 гг. электрическая и тепловая мощность ТЭЦ была выше — 84 МВт и 704 Гкал/ч соответственно. Снижение связано с выводом из эксплуатации по соображениям экономической целесообразности устаревшего оборудования: с 1 июля 2010 года выведены из эксплуатации турбогенератор ТГ-4 ПР-15-29/12/1,3, паровые котлы № 8 Е-115-32 ГМ и № 10 ТП-200-32 ГМ. Планируется вывод из эксплуатации с 1 октября 2011 года турбогенератора № 3 ПР-10-29/12/1,3.
Вместе с тем в 2011 году было введено новое оборудование — газовая турбина ГТЭС-25 с котлом-утилизатором К-25-130Н номинальной мощностью 18,74 МВт. С учётом нового оборудования, электрическая мощность станции достигла 77,74 МВт.
В 2010 году Уфимская ТЭЦ-1 выработала 284,2 млн кВт·ч электрической энергии, что составляет всего 1,1 % от выработки электрической энергии на территории Республики Башкортостан. Коэффициент использования установленной электрической мощности составил в 2010 году 42,7 %. Отпуск тепловой энергии в том же году составил 826 тыс. Гкал.